# 石上大塚古墳
石上大塚古墳（いそのかみおおつかこふん）は、奈良県天理市石上町にある古墳。形状は前方後円墳。石上・豊田古墳群を構成する古墳の1つ。史跡指定はされていない。

## 概要
奈良盆地東縁、平尾山丘陵頂部に築造された大型前方後円墳である。小谷を隔てて東100メートルにあるウワナリ塚古墳と並列する。これまでに発掘調査は実施されていない。
墳形は前方後円形で、前方部を北方向に向ける。墳丘は2段築成。墳丘表面では葺石（貼石）が施されるが、埴輪は認められていない。また墳丘くびれ部西側には造出が認められ、墳丘周囲には周濠・外堤が巡らされる。埋葬施設は後円部における左片袖式の横穴式石室であり、南方向に開口する。これまでに大きく破壊されており、現在は最下段の石のみを残す。副葬品は詳らかでない。
この石上大塚古墳は、古墳時代後期後半の6世紀後半頃の築造と推定される。後期古墳としては奈良県内で有数の規模の古墳になる。付近では石上大塚古墳のほかにも後期大型前方後円墳としてウワナリ塚古墳（天理市石上町）・別所大塚古墳（天理市別所）が分布するが、3基は同様の墳丘規模・石室規模・築造時期であることから類縁関係にあると想定され、一帯の群集墳の盟主墳として物部氏の首長墓とする説が挙げられている。

## 墳丘

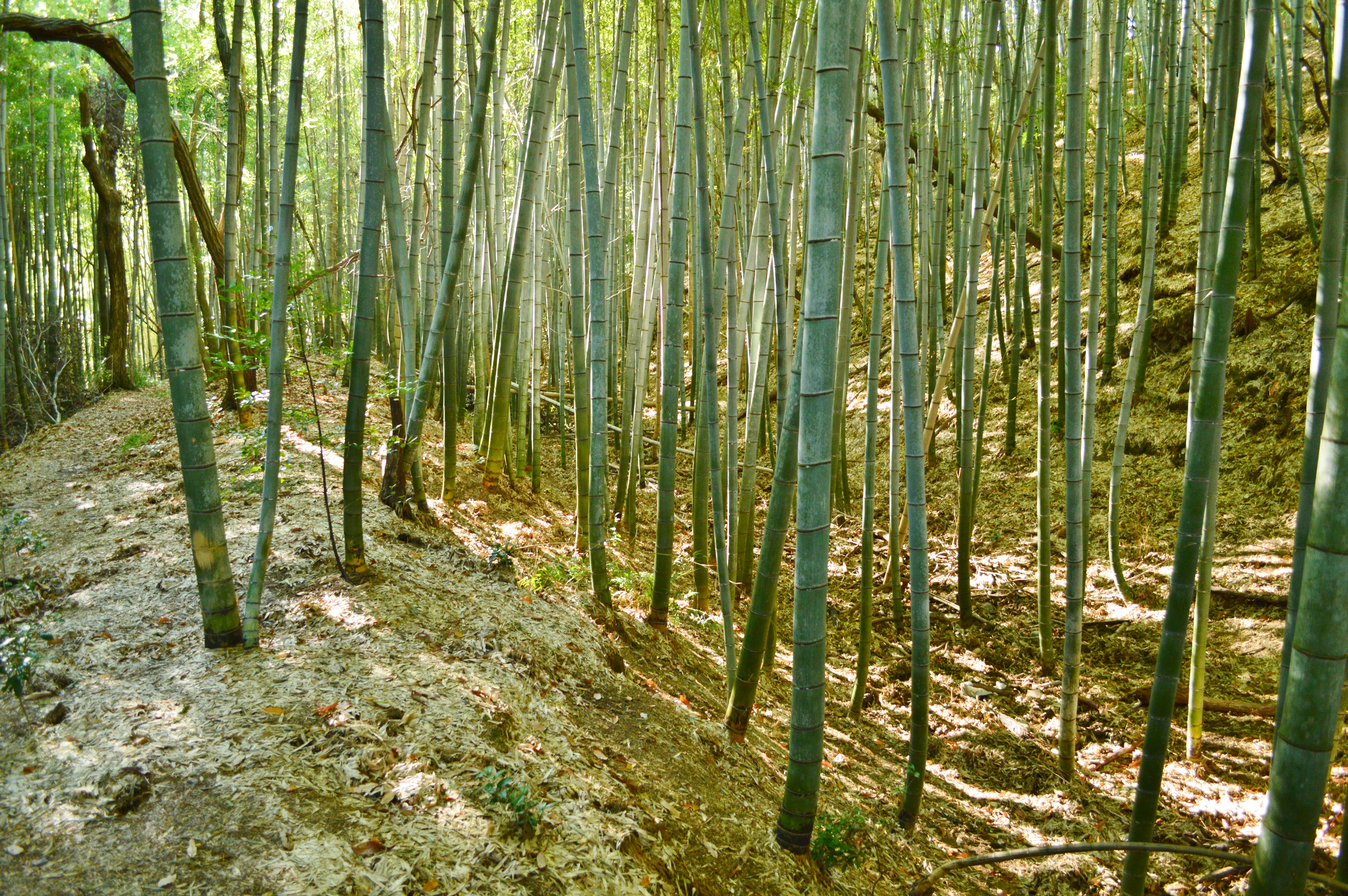
周濠左に外堤、右端に墳丘。

墳丘の規模は次の通り。
- 墳丘長：107メートル
- 後円部 - 2段築成。
  - 直径：67メートル
  - 高さ：14メートル
- 前方部 - 2段築成。
  - 幅：82メートル
  - 高さ：14メートル

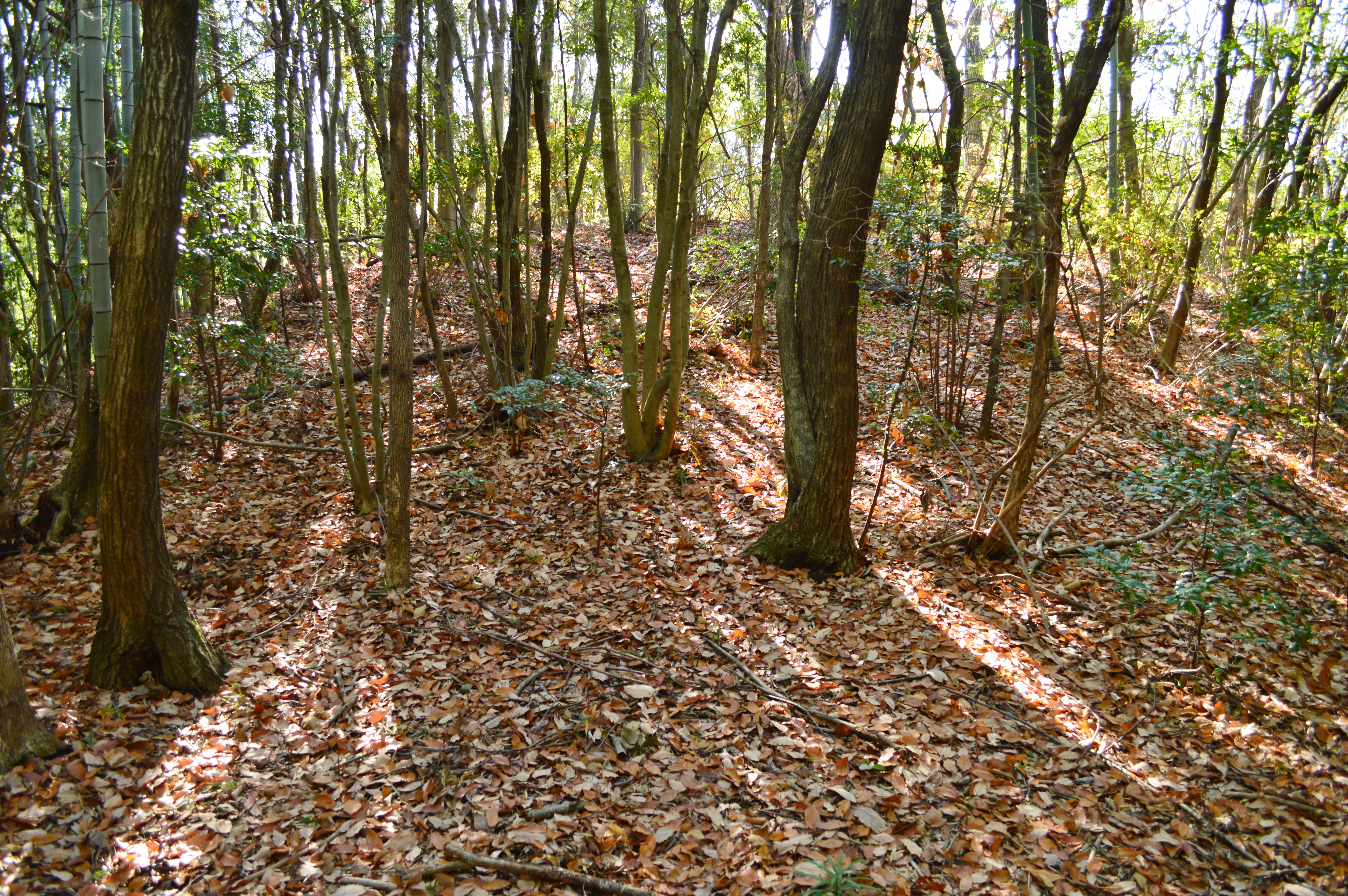
くびれ部から後円部を望む
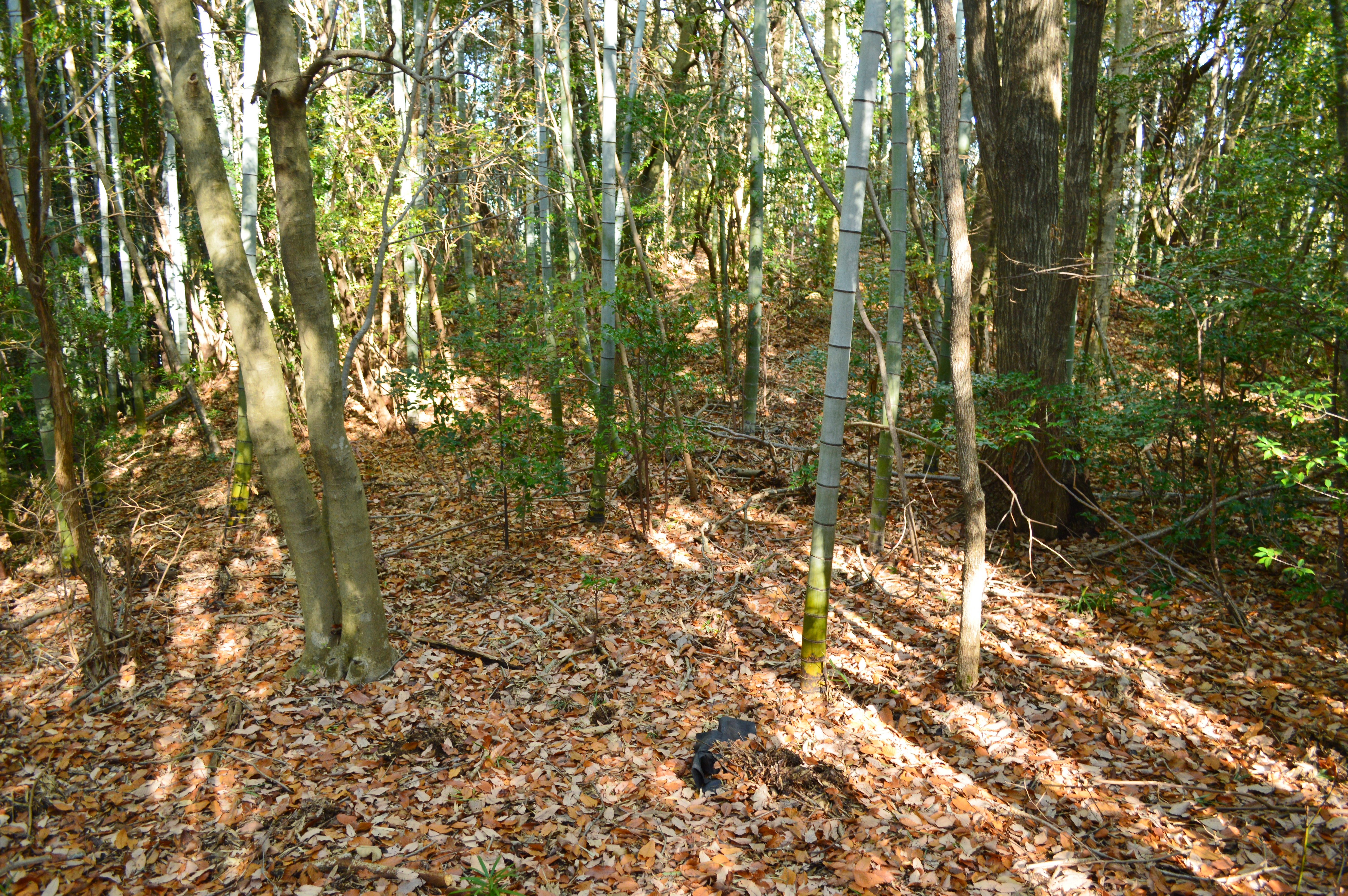
くびれ部から前方部を望む
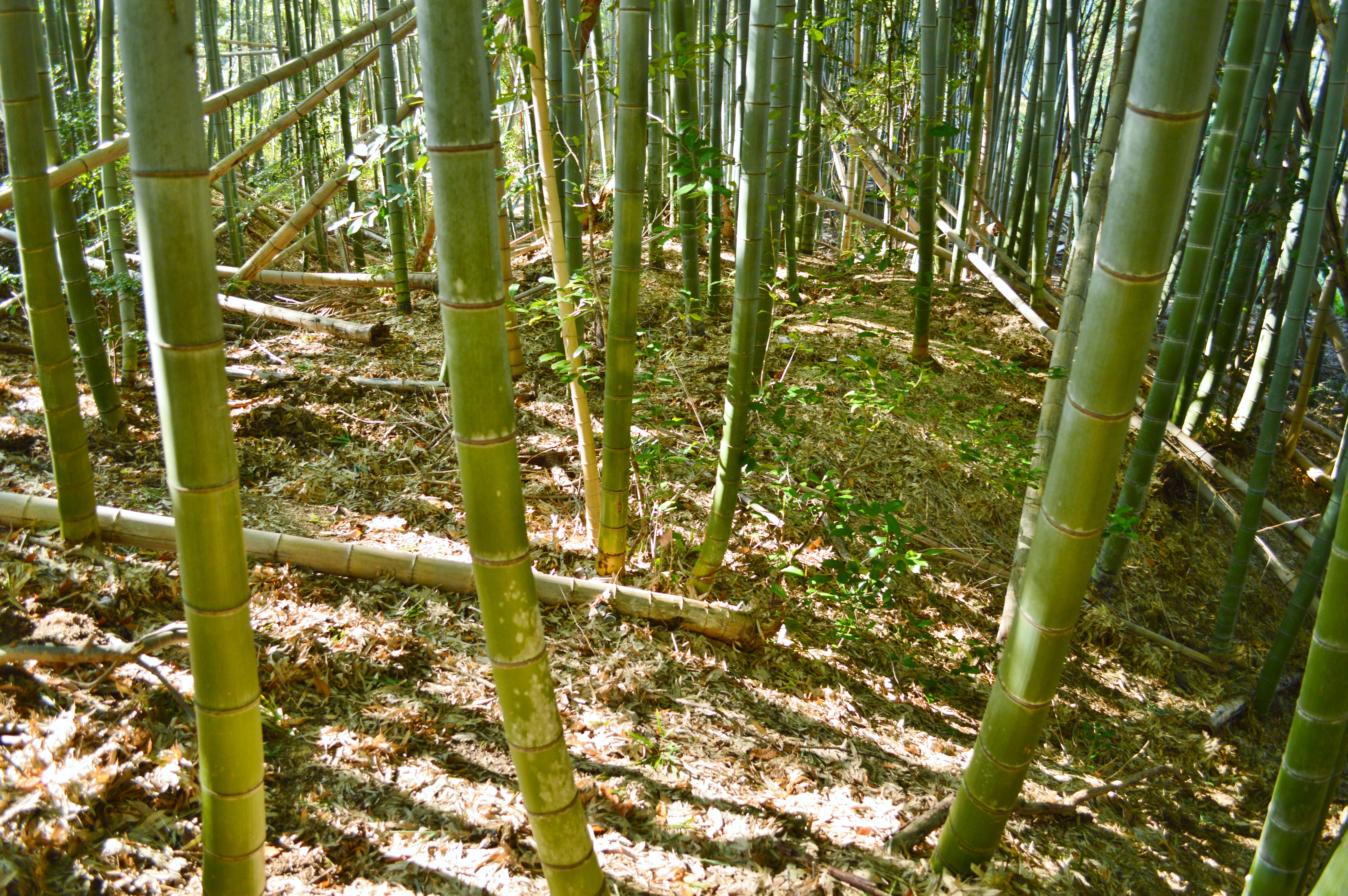
西造出

## 埋葬施設

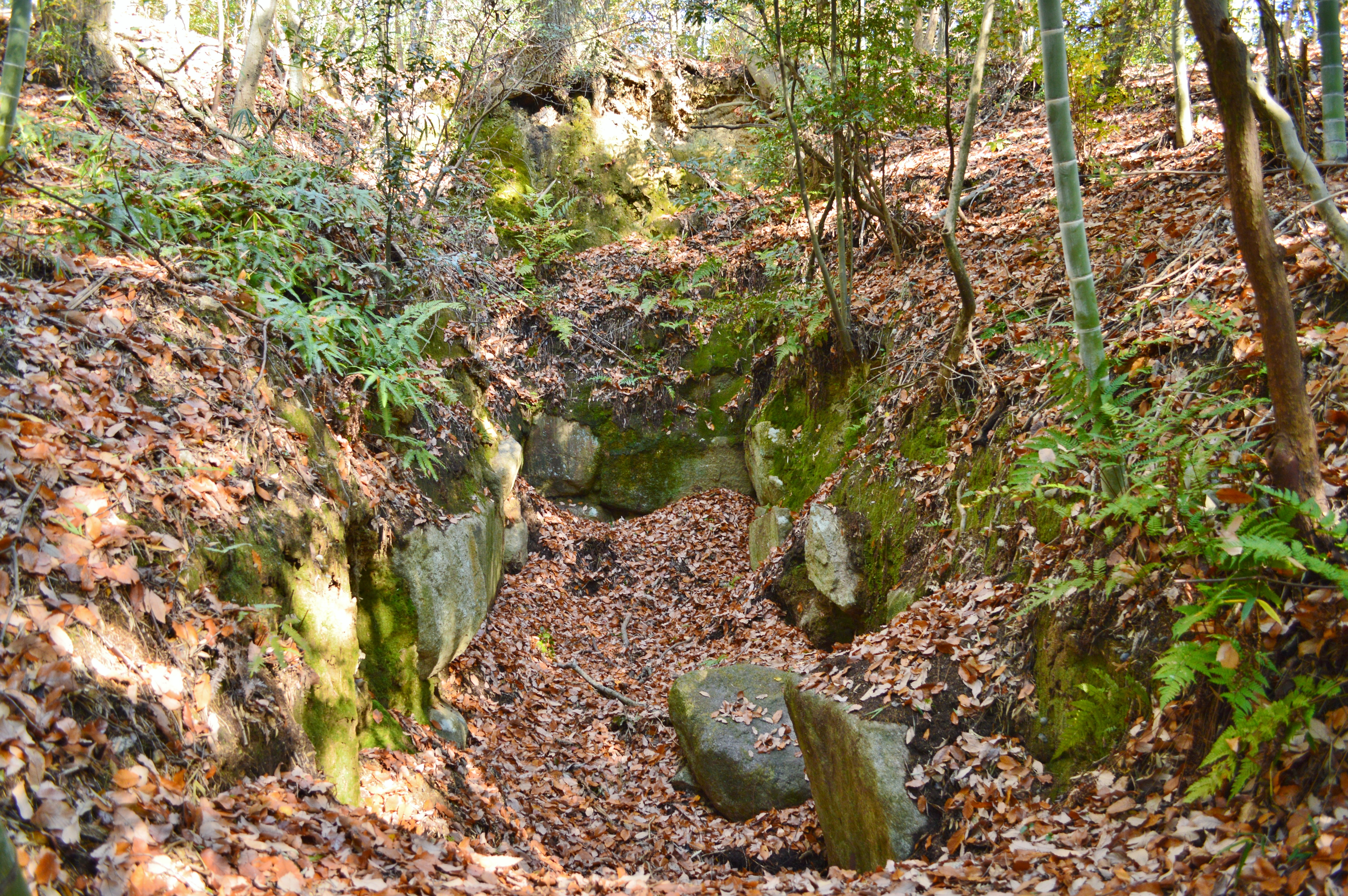
石室

埋葬施設としては後円部において左片袖式横穴式石室が構築されており、南方向に開口する。石室の規模は次の通り。
- 玄室：長さ6.3メートル、幅2.8メートル（奥壁）
- 羨道：幅2.5メートル（または1.8メートル[2]）

玄室内では礫石が敷き詰められているほか、石棺材と見られる凝灰岩の細片が認められる。

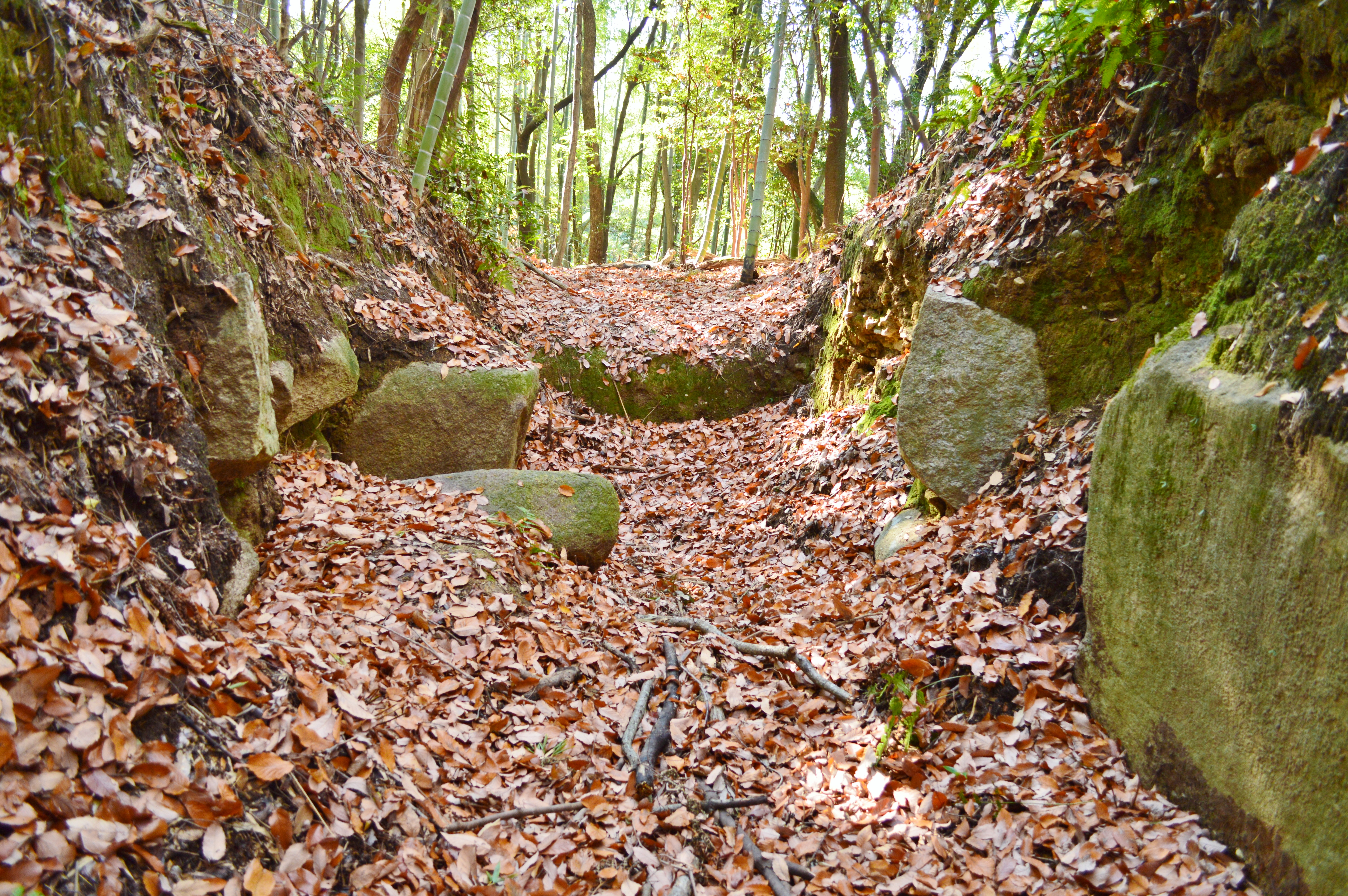
玄室（羨道方向）